# HMS Resolution (1654)
HMS Resolution – angielska XVII-wieczna fregata III rangi. Pierwszy okręt Royal Navy noszący tę nazwę (nie licząc służącego w Marynarce Wojennej Republiki "Resolution", czyli dawnego okrętu liniowego "Prince Royal").

## Historia
Okręt został zbudowany w epoce republiki pod kierunkiem Phineasa Petta w Ratcliff nad Tamizą (obecnie w Londynie) w ramach programu rozbudowy floty zaakceptowanego przez Parlament w 1652 roku. Początkowo nosił nazwę Tredagh, dla upamiętnienia zdobycia przez siły Parlamentu 11 września 1649 roku irlandzkiego miasta Drogheda (wtedy zwanego Tredagh) podczas angielskiej wojny domowej. Klasyfikowany jako należący do typu Speaker (patrz: "Speaker"), "Tredagh" pod banderą republiki wziął udział w wojnie angielsko-hiszpańskiej. 29 września 1656 roku angielska eskadra składająca się z 8 fregat (w tym "Tredagh"), pod dowództwem wiceadmirała Richarda Stynera, zniszczyła pod Kadyksem hiszpańską Srebrną flotę. W latach 1657–1658 "Tredagh" wchodził w skład angielskiej floty operującej na Morzu Śródziemnym.
W kwietniu 1659 "Tredagh" uczestniczył w wyprawie angielskiej floty, która pod dowództwem hrabiego Sandwich pożeglowała na Bałtyk w celu obrony angielskich interesów handlowych, jako przeciwwaga dla floty holenderskiej, interweniującej w czasie wojny pomiędzy Szwecją i Danią.
Po restauracji monarchii w Anglii w 1660 roku okręt wcielono do nowo utworzonej Royal Navy pod zmienioną nazwą "Resolution".
W 1663 "Resolution" wyróżnił się zdobyciem algierskiego 32-działowego okrętu pirackiego.
"Resolution" wziął udział w drugiej wojnie angielsko-holenderskiej, która wybuchła w 1665 roku. Pod dowództwem kontradmirała Roberta Sansuma "Resolution" wchodził w skład ariergardy eskadry "białej" w bitwie pod Lowestoft.
W 1666 roku liczbę dział zwiększono na okręcie do 58 sztuk. "Resolution" został wtedy zakwalifikowany jako okręt liniowy III rangi.
5 kwietnia 1666 "Resolution" wraz z innym okrętem "Oxford" brał udział w zdobyciu w pobliżu Lizbony francuskiego 30-działowego okrętu "Victoire" (26 stycznia 1666 Francja przyłączyła się do wojny po stronie Zjednoczonych Prowincji).
W następnym roku "Resolution" wziął udział w  bitwie pod North Foreland. "Resolution" pod dowództwem kontradmirała Johna Harmana walczył w składzie angielskiej ariergardy (eskadra "niebieska"), która została pokonana przez zręcznie dowodzoną i agresywnie walczącą ariergardę holenderską pod flagą wiceadmirała Trompa. Wycofujący się na zachód "Resolution" osiadł na mieliźnie, gdzie został doścignięty przez siły holenderskie i spalony przy pomocy brandera.